# Back to Back (Drake)
Back to Back è un singolo del rapper canadese Drake, pubblicato nel 2015.
Il brano ha ricevuto la candidatura ai Grammy Awards 2016 nella categoria "Best Rap Performance".

## Tracce
- Download digitale

1. Back to Back – 2:50